# 龍南山體育團
龍南山體育團（朝鲜语：／）是朝鲜體育團体之一，下属有朝鮮甲組足球聯賽的球隊之一，他們於2010年晉升到甲組聯賽，在2012年的球季中，在11隊球隊在排行第10，來季會降至乙組聯賽。